# Jaskinia Koszowa

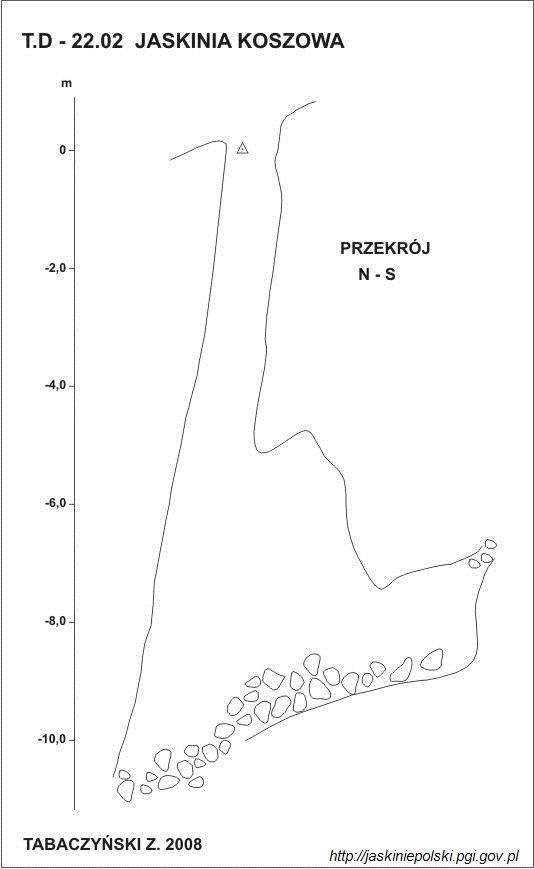
Przekrój jaskini

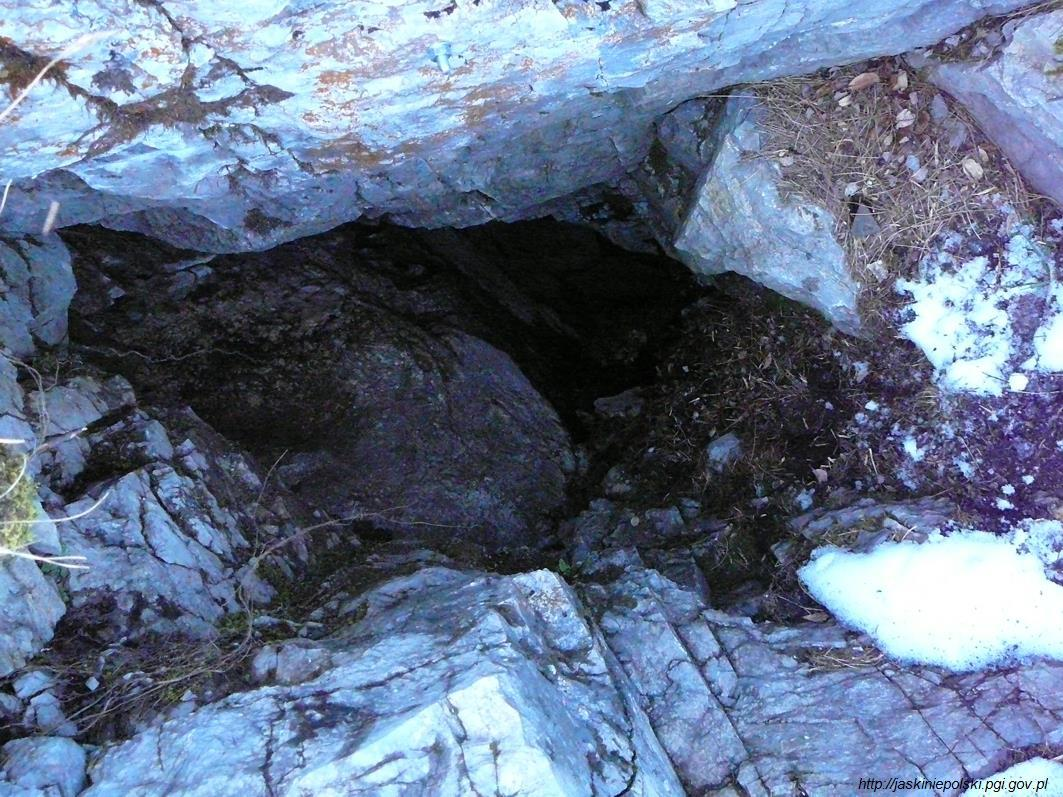
Otwór jaskini

Jaskinia Koszowa – jaskinia w Dolinie Pańszczycy w Tatrach Wysokich. Wejście do niej położone jest w masywie Małej Koszystej, niedaleko Waksmundzkiej Polany, na wysokości 1790 m n.p.m. Długość jaskini wynosi 14 metrów, a jej deniwelacja 10 metrów.

## Opis jaskini
Jaskinię stanowi wysoka, wąska w górnej części sala o pochyłym, pokrytym głazami dnie. Niewielki otwór wejściowy znajduje się w jej stropie.

## Przyroda
W jaskini brak jest nacieków. Ściany są suche, nie ma na nich roślinności.

## Historia odkryć
Jaskinię odkrył oraz sporządził jej plan i opis Z. Tabaczyński w 2008 roku.